# Plaisance (Québec)
Pour les articles homonymes, voir Plaisance.
Plaisance est une municipalité canadienne du Québec située dans la municipalité régionale de comté (MRC) de Papineau dans la région administrative de l'Outaouais.

## Toponymie
En 1900, étaient créées la paroisse de Cœur-Très-Pur-de-la-Bienheureuse-Vierge-Marie-de-Plaisance et la municipalité de paroisse homonyme; ce nom a été considéré pendant longtemps comme l'un des noms les plus longs de la toponymie québécoise. En 1931, on devait ramener à des proportions beaucoup plus modestes le nom municipal, soit Plaisance.

## Histoire
La création de Plaisance comparativement aux autres villages des alentours n’a pas été planifiée. En effet, en 1805, Joseph Papineau, seigneur de la Petite-Nation demande qu’on lui construise une maison dans l’embouchure de la rivière Petite-Nation. C’est à ce moment que l’histoire de cette ville débute. Elle est maintenant connue pour ses ressources naturelles (les chutes des chaudières, la réserve naturelle et la présence des bernaches).
La construction du chemin de fer en 1877 dans la Petite-Nation permet de construire la première gare dans le village de North Nation Mills permettant ainsi à Plaisance de se développer. En effet, ceci a placé Plaisance comme poste intermédiaire entre Edwards à Rockland et North Nation Mills, ce qui entraîne la construction d’une route afin de transporter ses produits.

## Géographie
Située à la jonction des rivières de la Petite-Nation et de l'Outaouais, Plaisance est située à la limite du piedmont des Laurentides, dont les collines recouvrent la partie nord de son territoire. La partie Sud fait partie des basses-terres du Saint-Laurent. En bordure de la rivière des Outaouais le terrain devient plutôt marécageux. Ces marais font partie du parc national de Plaisance (Québec).

### Lieux habités
- Chabot (lieu-dit)
- Grande-Presqu'île (Hameau)
- North Nation Mills (Hameau)
- Plaisance (village)

## Chronologie
- 1900 : La municipalité de paroisse du Cœur-Très-Pur-de-la-Bienheureuse-Vierge-Marie-de-Plaisance fut constituée lors de son détachement de la municipalité de paroisse de Sainte-Angélique. Ce nom fait référence au Cœur immaculé de Marie.
- 1931 : Celle-ci change son nom en municipalité de Plaisance.
- 1983 Notre-Dame-de-la-Paix est incluse dans la municipalité régionale de comté de Papineau qui remplace le comté de Papineau.
- 2002 : Plaisance annexe une partie du territoire de Papineauville.

## Démographie
| 1991 | 1996 | 2001  | 2006  | 2011  | 2016  | 2021  |
| ---- | ---- | ----- | ----- | ----- | ----- | ----- |
| 992  | 992  | 1 101 | 1 024 | 1 103 | 1 088 | 1 129 |

## Administration
Les élections municipales se font en bloc pour le maire et les six conseillers.
| Plaisance Maires depuis 2001                                                                                         |                    |                 |          |
| Élection | Maire              | Qualité         | Résultat |
| 2001 | Paulette Lalande   |                 | Voir     |
| 2005 | Paulette Lalande   | Voir            |          |
| 2009 | Paulette Lalande   | Voir            |          |
| 2013 | Paulette Lalande   | Voir            |          |
| 2017 | Christian Pilon    |                 | Voir     |
| 2021 | Micheline Cloutier |                 | Voir     |
| mars 2023 | Nil Béland         | Maire suppléant | Voir     |
| juin 2023 | Christian Pilon    |                 | Voir     |
| Élection partielle en italique Depuis 2005, les élections sont simultanées dans toutes les municipalités québécoises |                    |                 |          |

## Patrimoine

### North Nation Mills
North Nation Mills situé à 5 kilomètres de Plaisance a joué un rôle important dans l’histoire forestière de l’Outaouais. Sa première scierie, construite en 1809, est l’une des plus anciennes de l’Outaouais .
Avec la construction du moulin débutant en 1805 et de la scierie au cours des années par Joseph Papineau et ses fils Denis-Benjamin et Louis-Joseph, la région devient un noyau industriel. Cette infrastructure, qu’on appelle La Réserve du Moulin, restera dans la famille Papineau jusqu’en 1854. À la suite de la mort son frère, Louis-Joseph signe une entente avec Alanson Cooke, le 17 octobre 1854 vendant pour une somme de 2000 livres soit 8 000 $ :
« all the lands waters, water powers, Mill, Houses building and all other appartenances generally lying within the above described boundaries ».
Toutefois, Papineau perçoit des intérêts sur les activités de La Réserve du Moulin, qui finiront en 1871.
Après 50 ans au sein de la famille Papineau, l’infrastructure de North Nation Mills passe au main de la famille Cooke qui ne perd pas de temps à la revendre à [Allan Gilmour] qui sera propriétaire jusqu’en 1869. À la suite de cela la famille Gilmour vend La Réserve du Moulin en 1970 à la firme Cameron et Edwards. C’est sous ces propriétaires que le nom de la scierie deviendra North Nation Mills. En 1926, La NNM cesse ses activités car il n’y a pas assez de bois mou, alors W.C Edwards vend la scierie à Gatineau Power qui voudra construire un barrage mais le roc des chutes ne semble pas assez solide ce qui mettra définitivement fin au projet de barrage mais à Nation North aussi qui sera fermée et démantelée ainsi que le village adjacent où vivaient les employés et leurs familles,.

### Parc national de Plaisance
Le parc national de Plaisance, existant de façon informelle depuis 1967, est devenu l'un des 24 parcs nationaux du Québec en 2002 et fait maintenant partie du réseau de la Sépaq. Il a fait l’objet de fouilles archéologiques. De ces fouilles, on a découvert qu’avant d’être le fief et lieu de résidence de Denis-Benjamin Papineau, le parc fut prisé par les peuples autochtone remontant à plus de 8000 ans. Plusieurs sites indiquent de nombreux campements à différentes périodes préhistoriques. L’emplacement stratégique que constitue le croisement des rivières Outaouais et Petite-Nation a permis des échanges entre les divers peuples de l’Outaouais .

#### Activités
Le parc est ouvert à l’année et il est possible d’y pratiquer, selon la saison, plusieurs activités telles que la randonnée pédestre, le vélo, la baignade, le canot, le kayak, la chaloupe, le rabaska, l’observation de la faune, la pêche et le surf debout à pagaie. Des jeux d’eau sont également présents sur le site. Il est également possible pour les amateurs de plein air d'apporter leur propre embarcation.

### L'église Cœur-Très-Pur-de-Marie de Plaisance

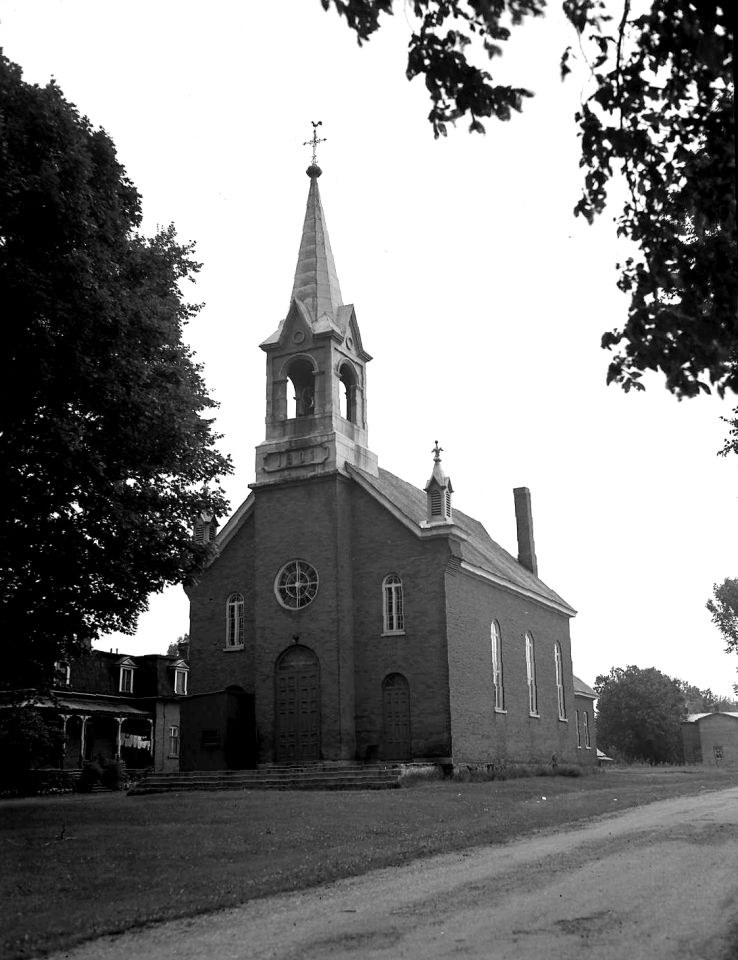
L'église Cœur-Très-Pur-de-Marie, Plaisance